# NGC 5212
NGC 5212 ist eine 14,3 mag helle Spiralgalaxie vom Hubble-Typ S mit aktivem Galaxienkern im Sternbild Jungfrau auf der Ekliptik. Sie ist schätzungsweise 338 Millionen Lichtjahre von der Milchstraße entfernt und hat einen Durchmesser von etwa 40.000 Lichtjahren.
Im selben Himmelsareal befindet sich u. a. die Galaxie NGC 5208, NGC 5209, NGC 5210, NGC 5239.
Das Objekt wurde am 24. April 1830 von John Herschel der sie dabei mit „extremely faint“ beschrieb. mit einem 18-Zoll-Spiegelteleskop entdeckt,